# Станіслав Ружевич
Станіслав Ружевич (пол. Stanisław Różewicz; 16 серпня 1924, Радомсько, Польща — 9 листопада 2008,  Варшава, Польща) — польський режисер кіно і театру, сценарист. Один з представників так званої польської школи кіно.
Викладач Кіношколи в Лодзі, співзасновник і багаторічний художній керівник (1967–1980) кіностудії TOR. Брат поетів Януша Ружевича і Тадеуша Ружевича.
Похований на кладовищі Військові Повонзки.

## Фільмографія

### Режисер
- 1954 — Trudna miłość
- 1956 — Trzy kobiety (прем'єра 1957)
- 1958 — Вільне місто
- 1959 — Miejsce na ziemi (прем'єра 1960)
- 1961 — Świadectwo urodzenia
- 1962 — Głos z tamtego świata
- 1964 — Echo
- 1966 — Piekło i Niebo (Пекло і небо)
- 1967 — Westerplatte
- 1968 — Samotność we dwoje (прем'єра 1969)
- 1970 — Romantyczni
- 1972 — Szklana kula
- 1973 — Drzwi w murze (прем'єра 1974)
- 1975 — Opadły liście z drzew
- 1977 — Pasja (прем'єра 1978)
- 1981 — Ryś (прем'єра 1982)
- 1983 — Pensja pani Latter
- 1985 — Kobieta w kapeluszu
- 1987 — Anioł w szafie (прем'єра 1988)
- 1989 — Nocny gość (прем'єра 1990)
- 1994 — Nasz starszy brat (документальний фільм, біографічний)
- 1999 — Kinema (документальний фільм)
- 2007 — Gdzie zabawki tamtych lat (документальний фільм)

### Сценарист
- 1950 — Warszawska premiera (прем'єра 1951)